# Luca Badoer
Luca Badoer (Montebelluna, 25 de janeiro de 1971) é um ex-piloto automobilista italiano de Fórmula 1 onde pilotou entre os anos de 1993 e 2010, com a negativa marca de ser o piloto com mais GPs disputados fora das respectivas zonas de pontuação na história da F1

## Carreira

### Início
Badoer começou sua carreira em competições oficiais homologadas em 1988 quando terminou em quinto no 18º Torneo delle Industrie somando 83 pontos. E já no seu segundo torneio veio o título do Campeonato Italiano de Karts ainda em 1988 .

### Fórmula 3 e Fórmula 3000
No ano seguinte ele sai do kartismo para os fórmulas realizando duas corridas da Fórmula 3 Italiana pela equipe Zasteam, os modelos do ano eram um Dallara 389 pela Alfa Romeo 
Já para 1990, Luca faz nove corridas e chega a vencer uma delas pela MDR Racing, concluindo a temporada com a décima colocação no campeonato com 13 pontos em um modelo diferente ao do ano anterior, dessa vez Ralt RT33 da Alfa Romeo. Ele somou outras quatro vitórias seguidas e seria o campeão com direito a uma ultrapassagem sob Alessandro Zanardi na última volta do campeonato o que significaria um título, porém devido a detalhes de regulamento com relação aos seus pneus ele acabou desclassificado das provas em que venceu 
Em 1991 um terceiro modelo em três temporadas na F3 Italiana, agora Badoer tocou um Dallara 391 da Alfa Romeo para a quarta colocação no campeonato, foram 34 pontos, três vitórias e uma outra ida ao pódio junto com duas poles e três voltas mais rápidas pelas cores da equipe Supercars . O ponto alto da temporada das categorias de formação de pilotos é o famoso GP de Macau e em seu primeiro apenas uma apagada décima segunda colocação 
1992 foi o grande ano de destaque na promissora carreira de Badoer, ele se tornou campeão da Fórmula 3000 internacional com quatro vitórias em dez corridas, com um pódio além das conquistas máximas. cinco poles e três voltas mais rápidas em 46 pontos para a equipe Crypton em um Reynard 92D da Cosworth. Esse título colocou de imediato Badoer como um dos grandes nomes para o futuro dos próximos anos do automobilismo italiano representado em provas internacionais, Luca superou nomes como o de Montermini, Barrichello, Bartels e Gené. Prova da confiança depositada foi seu primeiro contato com a Fórmula 1, em testes na Benetton de 1993 e a sua assinatura de contrato para competir pela Lola BMS Scuderia Italia .

## Fórmula 1

### Primeiros anos na F1, Italia e Minardi

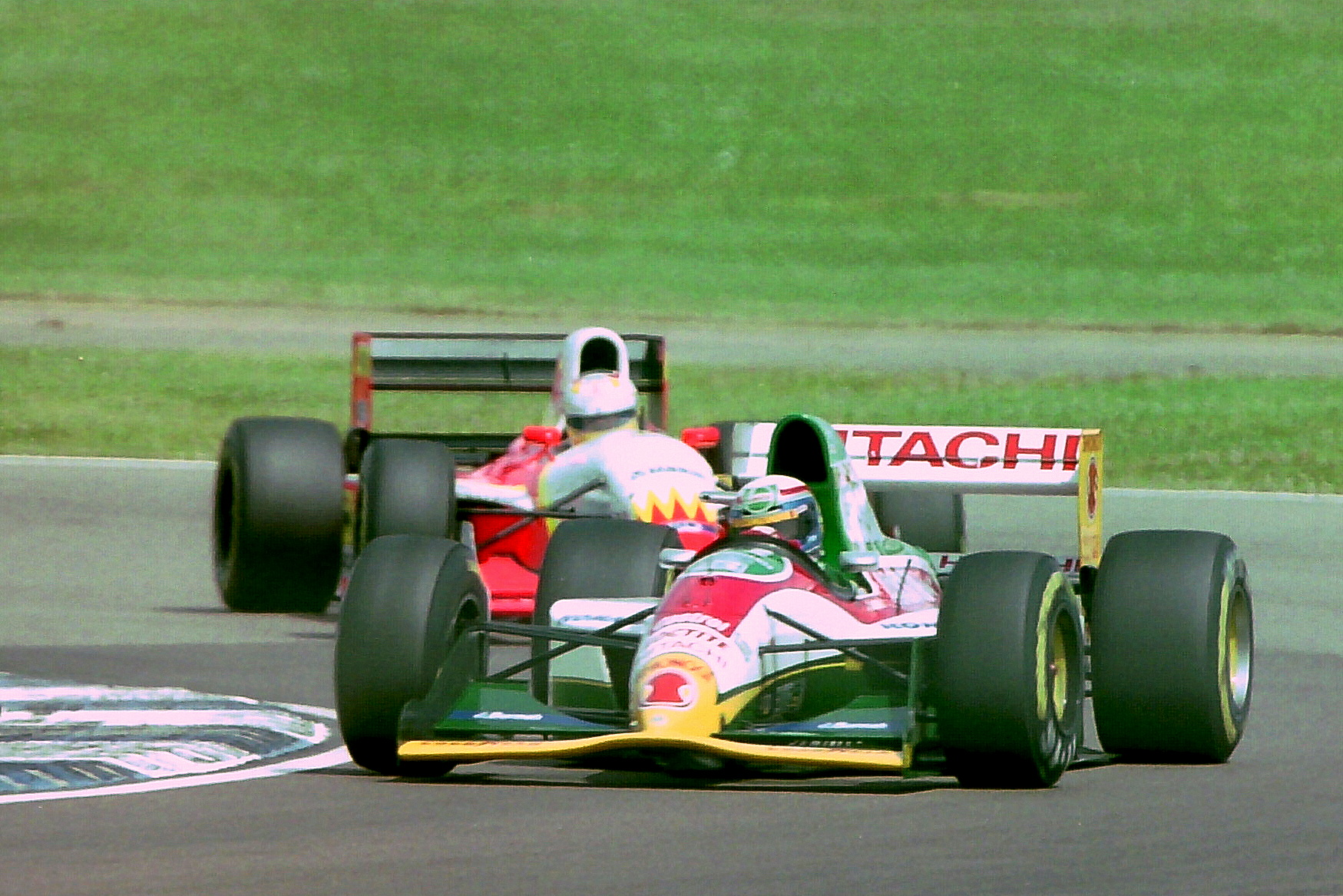
Luca Badoer persegue Alessandro Zanardi em Silverstone, 1993

Luca Badoer iniciou em sua Scuderia Italia em 1993, considerado um dos piores carros do grid com o nada funcional chassis Lola de Broadley, porém todo jovem piloto usaria a oportunidade como Badoer usou em derrotar internamente o seu companheiro de equipe de maior experiência Michele Alboreto em várias oportunidades, com destaque para a sétima colocação em Imola, uma quase oportunidade de pontuar em sua apenas quarta corrida de F1 na carreira que mesclava com o cenário de não qualificações para os GPs como os da Europa em Donignton Park e Mônaco. Nas corridas os abandonos por confiabilidade da Italia eram rotina e uma nova melhor posição de chegada só veio no fim do campeonato com uma décima colocação no GP da Italia em Monza, com o pesar da equipe nem ao menos ter ido a pista nas duas últimas corridas do ano Suzuka e Adelaide .
Em 1994 infelizmente Badoer caiu para o posto de terceiro piloto quando a Minardi comprou a Scuderia Italia, ainda que tratado como um homem de confiança para os trabalhos da equipe ele não foi a pista para GPs de forma oficial, se dedicando apenas aos testes da então novata equipe Italiana do grid .

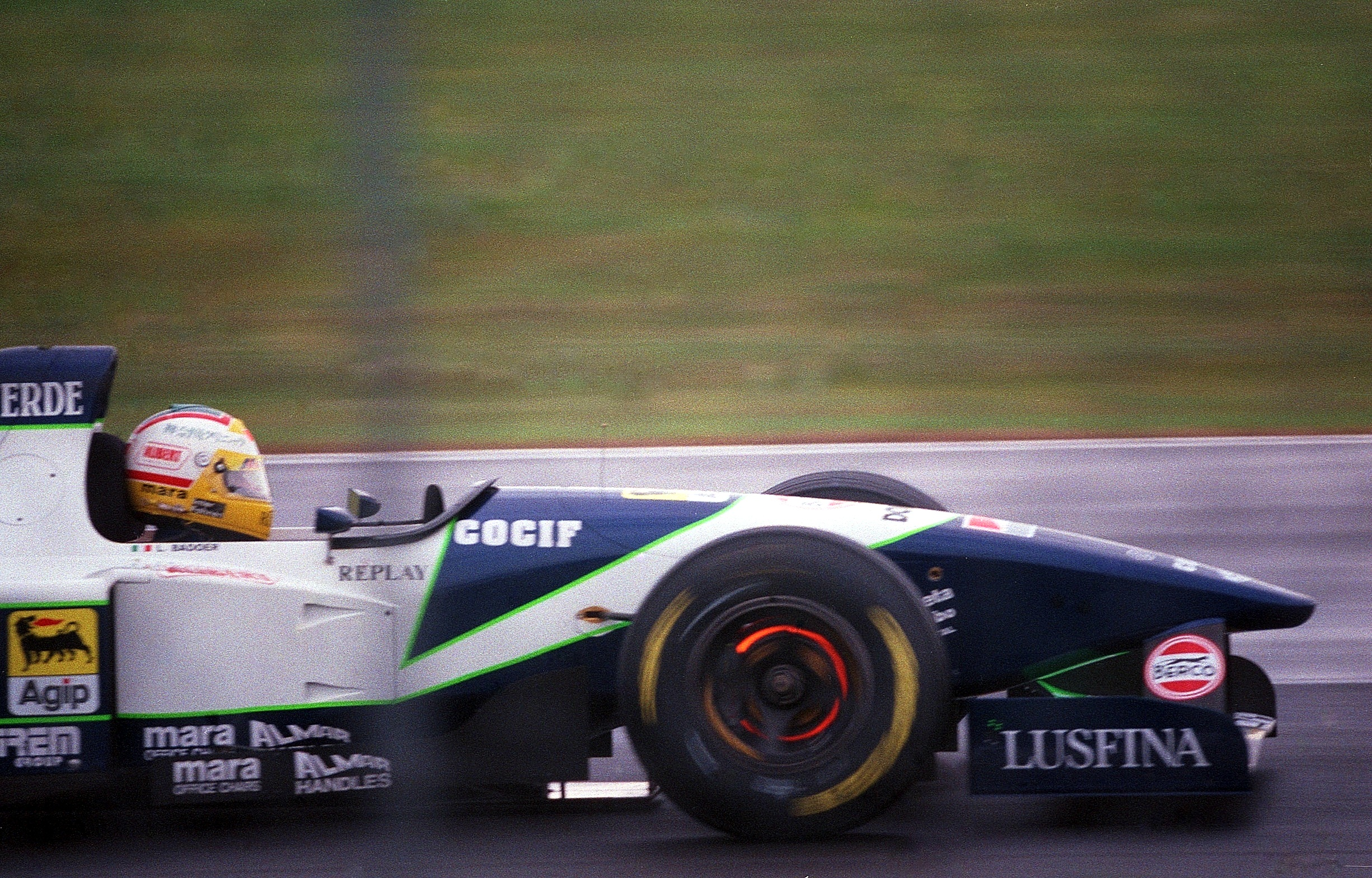
Luca com a Minardi M195 em Silverstone, 1995

Para 1995, Luca Badoer estava de volta para a agora chamada Minardi Scuderia Italia onde competiu em toda a temporada quando assume a vaga de Michele Alboreto, porém acabou não largando na Argentina quando bateu na primeira largada e após a bandeira vermelha não teve a possibilidade de largar em um carro reserva, um dos luxos da época das médias e grandes equipes, e na última etapa em Adelaide seu carro teve uma pane elétrica que fez o seu carro morrer na volta de formação, ele largaria em décimo quinto. As melhores colocações dele na temporada foi um oitavo lugar em Montreal e em Hungaroring e um nono em Suzuka, essa foi despedida da Minardi .

### Forti e presença em seus últimos capítulos
Os Forti-Corsi estavam no seu último ano de existência na Fórmula 1 e no extremo da sua fase problemática e com tecnologia arcaica a ponto de serem o último carro da história da Fórmula 1 a usarem câmbios manuais, a Forti em 1996 usou dois modelos iniciando com o modelo 1995 o FG01B, apenas na quinta etapa da temporada o modelo 1996 ficou pronto o FG03 esteve presente em apenas seis finais de semana de Grande Prêmio concluindo apenas uma corrida e apenas, em Imola com a décima colocação, superando em uma posição a estreia em Interlagos, as duas únicas corridas que Badoer completou. Após o Grande Prêmio da Alemanha a equipe declarou falência e não compareceu ao evento .

### Chegada a Ferrari em 1998
A confiança Italiana foi novamente depositada em Badoer quando ele chegou a Maranello para desenvolver o F300 na busca da Ferrari liderada por Michael Schumacher de volta ao topo da Fórmula 1 .

### Retorno a Minardi
Em uma parceria com a Minardi, a Ferrari colocou Badoer em uma das vagas da simpática equipe Italiana, e assim ele se manteve em atividade durante a temporada 1999, O Minardi M01 assim como seus antecessores e sucessores não eram competitivos e nessa Minardi, Badoer chegou a marca de 48 Grandes Prêmios sem pontuar o novo recorde negativo da história da categoria  .

## Possibilidade de titularidade da Ferrari

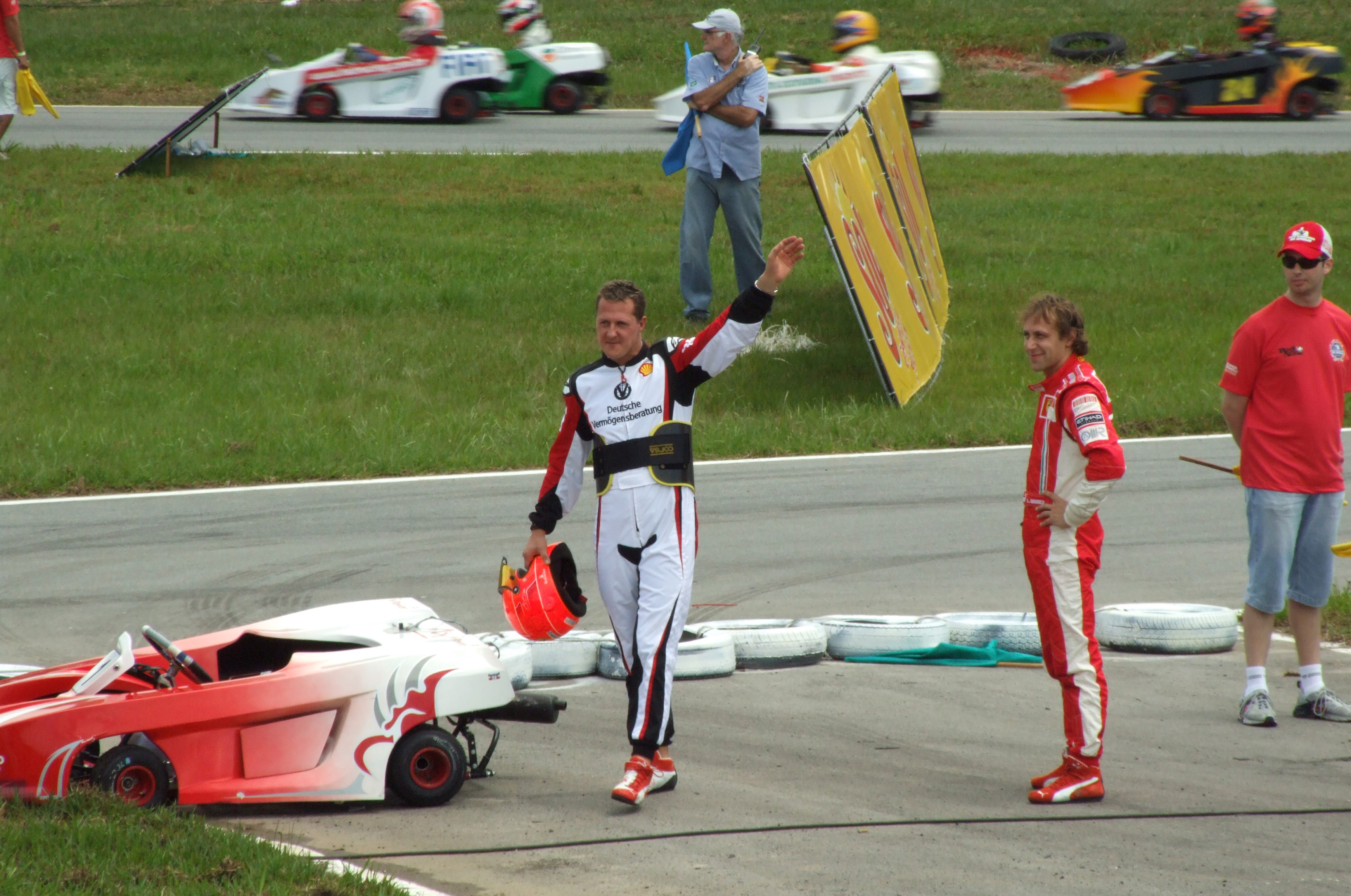
Luca Badoer e Schumacher juntos no Desafio Internacional de Kart em Florianópolis

Em Silverstone, durante o mês de julho de 1999, Schumacher quebrou a perna em uma forte batida, Luca e todos do circo da F1 acharam que ele poderia receber uma chance e aguardavam o convite e anúncio oficial já que ele estava bem cotado para substituir o alemão, porém na busca pelo título a Ferrari escolheu Mika Salo para combater com as McLaren´s o que resultou de fato no título de construtores da Ferrari após 21 anos. Salo assumiu o acento pretendido por Badoer em seis etapas, Schumacher ainda voltou antes do fim do campeonato para tentar ajudar Irvine na briga pelo título, que por sua vez não foi bem sucedida .
Considerando a pressão e tensão que estamos vivendo, achamos que é melhor colocar Mika Salo no carro

Jean Todt, sobre não ter optado pelo seu piloto reserva

## Drama em Nurburgring
Luca Badoer é lembrado inclusive de forma oficial pelos próprios canais, redes sociais e mídias da Fórmula 1 pelo seu drama vivido em Nurburgring no GP da Europa em 26 de Setembro daquele ano, onde protagonizou uma das cenas mais emocionantes e sentimentais da história da F1; de forma brilhante Badoer, estava conduzindo sua Fondmetal Minardi Ford em quarto lugar em meio a chuva e condições de pista adversas aos outros pilotos, ou seja dentro da zona de pontuação por três voltas até a volta 58 das 66, quando o carro teve uma quebra no câmbio o que tornou a missão de finalizar a corrida impossível e o Italiano teve que abandonar a prova, ao sair do carro realizando os procedimentos padrões de recolocação do volante, Badoer não se conteve e sob os joelhos caiu em lagrimas copiosamente, sendo amparado e consolado por um dos fiscais de prova alemão.
Curiosamente quem fechou a zona de pontuação do evento com a sexta colocação foi o outro carro da Minardi pilotado por Marc Gené, que somou um ponto na triste tarde, marcante negativamente, além da pontuação essa seria consequentemente a melhor posição de chegada de Badoer na categoria, chance que jamais voltou a acontecer .

## Sucesso como piloto de testes na Ferrari

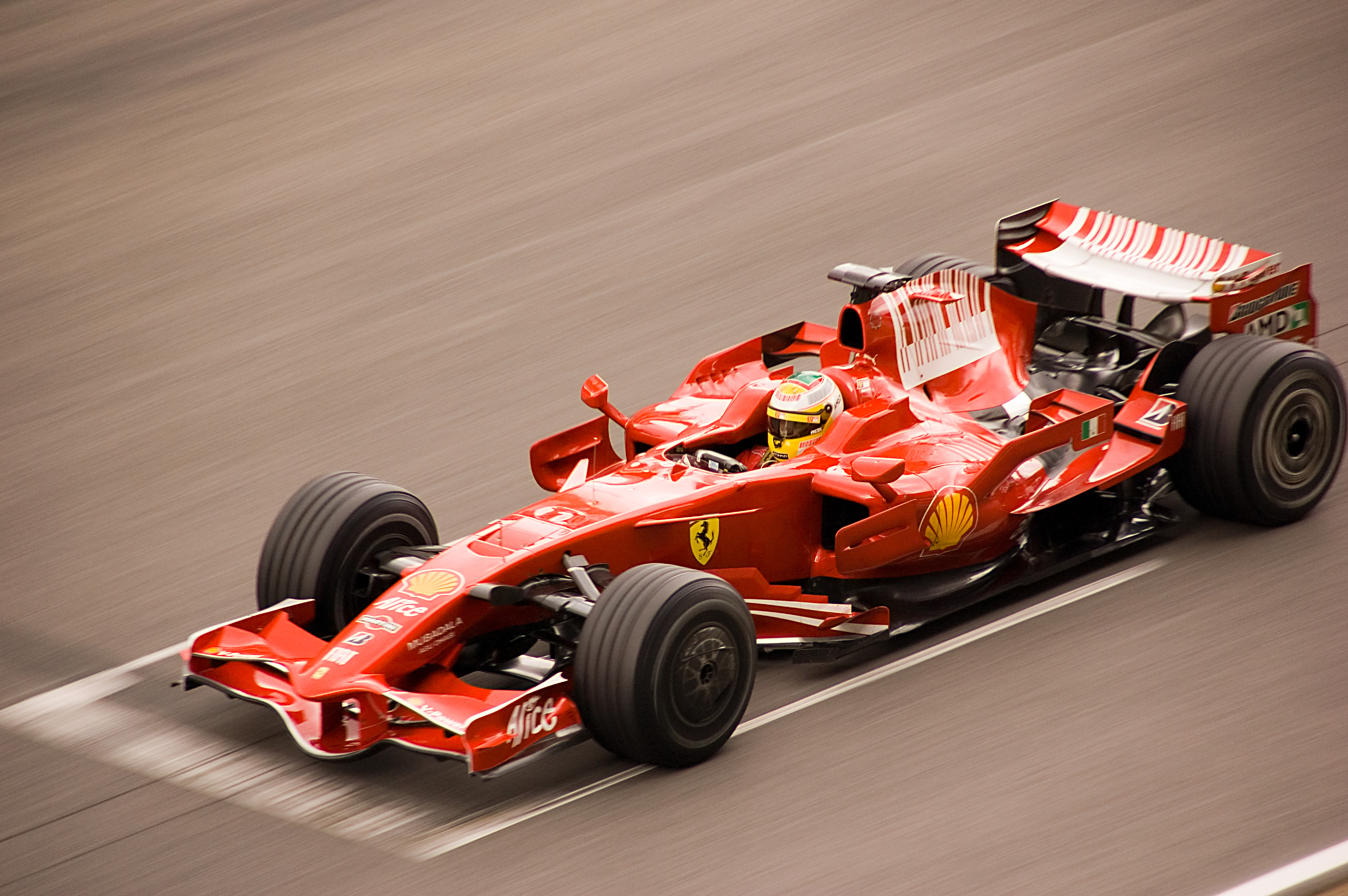
Luca Badoer testando a Ferrari em 2008 em Barcelona

Além de 1998, Badoer em sua ausência como titular de equipes da Fórmula 1 atuou como piloto de testes da Ferrari entre 2000 e 2010, colaborando de forma essencial para os desenvolvimentos dos carros campeões do mundo junto a Michael Schumacher em seu longo auge, destacado na forma de cinco títulos consecutivos entre 2000 e 2004, além do título mundial de Kimi Raikkonen em 2007 além de grandes momentos impares da Ferrari ao longo da primeira década do século XXI, que por trás de tudo tiveram como início e meio os milhares de quilômetros anuais de Luca em Mugello e Fiorano .

## Abertura das Olímpiadas
Usando um capacete descaracterizado, Badoer surgiu dentro de uma Ferrari 2005 no centro do palco de abertura dos Jogos Olímpicos de Inverno de 2006 em Turim, a Ferrari colocou pneus e uma assa frontal com a bandeira italiana no bico em sua Ferrari que subindo o som do motor, realizando uma manobra para agitar o público antes de sair do estádio ovacionado pelo público presente e sob os olhares de bilhões de pessoas no mundo 

## Retorno aos GPs pela Ferrari

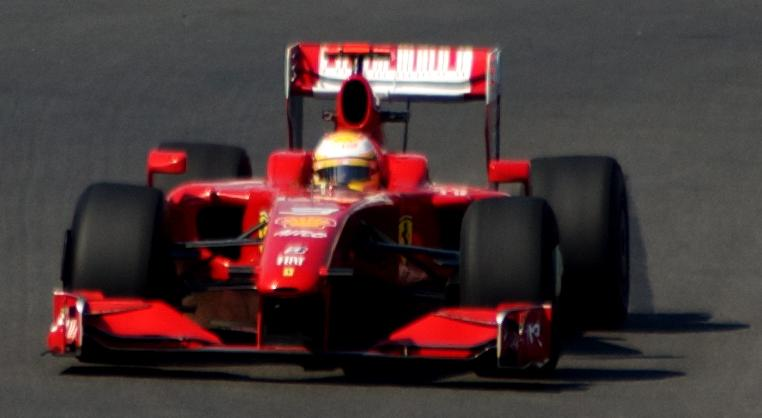
Badoer estreando pela Ferrari em 2009

Em 2009, Luca Badoer foi o escolhido para substituir o acidentado Felipe Massa no Grande Prêmio da Europa após o brasileiro ter sido atingido por uma mola da Brawn GP de Rubens Barrichello na qualificação do GP da Hungria. Michael Schumacher então aposentado foi cogitado porém negou o convite afinal após alegar problemas físicos de lesões na musculatura do pescoço depois de realizar testes com o carro de 2007 o F2007, a Ferrari entendeu a recusa já que o pescoço é corpo de fundamental preparação para um piloto de F1 
Decidimos dar a Badoer a chance de correr depois de todos os anos de trabalho duro como piloto de testes

Luca Di Montezemolo, Presidente da Ferrari
Porém 2009 também era parte das mudanças rigorosas de regulamento para as equipes, onde os testes eram mais restritos e raros, e Badoer se quer tinha andado com o carro em qualquer um dos testes feitos com o F60. Além disso, Badoer era o mais velho do grid com seus 38 anos, e simplesmente não competia e apenas testava há 9 anos e 9 meses, nem ao menos ritmo de corrida Badoer possuía na oportunidade em alguma outra categoria, seu último teste oficial tinha ocorrido apenas dezembro de 2008 e a sua primeira corrida de retorno a F1 seria no Circuito de rua de Valência, uma pista nova no calendário sem a possibilidade de adaptação nos atuais e modernos simuladores. A Ferrari fez o possível, colocando Badoer no carro do ano para algumas filmagens em Fiorano (essas também com tempo limitado por regulamento e de difícil burlargem) 
Depois do acidente de Felipe, intensifiquei meus treinos físicos e tenho certeza que não terei nenhum problema

Luca Badoer, em 11 de Agosto de 2009, antes da sua reestreia
Quando o final de semana de Grand Prix começou as coisas se mostraram dificultosas em níveis acima dos esperados deixando o mundo da Fórmula 1 espantados, na qualificação para o GP da Europa em Valência, Badoer ficou no Q1 +2.882 da pole, +1.5 e e +1.4 atrás do penúltimo colocado Jaime Alguersuari, na corrida o Italiano foi prejudicado ao ser rodado após sofrer um toque por trás do debutante do dia Romain Grosjean e terminou a corrida em último enquanto seu companheiro Raikkonen terminou a corrida em terceiro colocado, no pódio. Os problemas iam além da falta de velocidade constante passando pela falta de intimidade com os procedimentos e regras como; ter sofrido quadro infrações por excesso de velocidade, um drive-through, ter sido ultrapassado nos boxes por Grosjean por ter confundido uma ordem de equipe e por fim deu um toque na traseira da Force India de Adrian Sutil dentro do parque fechado após o final da corrida, o saldo final do dia foi de 5400 euros em multas e uma forte reprimenda 
A Ferrari não pode ficar satisfeita com um carro na última posição

Stefano Domenicali, Diretor Esportivo da Ferrari
Peço para que vocês tenham paciência, porquê não sou nenhum robô ou super-homem, sou humano e preciso de tempo para andar rápido

Luca Badoer, após Valência e antes de Spa

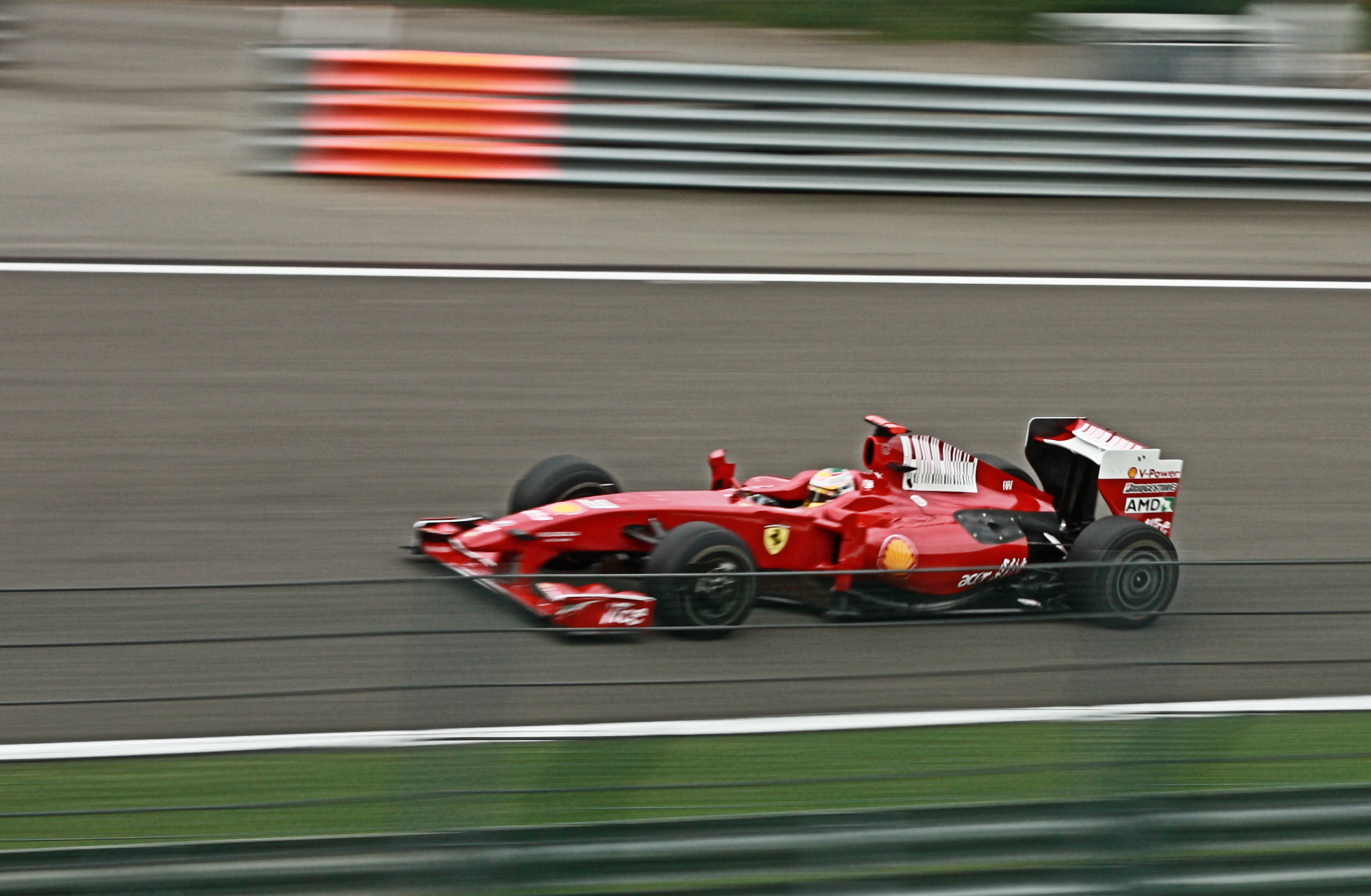
Luca em Spa em sua última corrida oficial da carreira

Visando uma melhor corrida já que Spa era uma pista conhecida dos seus tempos mais ativos, a situação prometia uma melhora que não veio, após andar entre os últimos nos treinos livres ele bateu no Q1, ficando novamente em último dessa vez +1.855 atrás do pole e +1.3 atrás de Kimi que na oportunidade largou de apenas décimo colocado. Novamente, Luca recebe a bandeirada em último 47 segundos depois do penúltimo colocado, Kazuki Nakajima enquanto Raikkonen vencia a corrida 
Enquanto Badoer cogitava pontuar já que a próxima corrida seria em Monza, pista de amplo conhecimento dos Italianos a Ferrari encerrou sua participação após os exames de Felipe Massa apontarem que ele precisaria de um prazo maior que o do final da temporada de 2009 para se recuperar, sendo assim a Ferrari selecionou o seu compatriota Giancarlo Fisichella para guiar como titular até o fim da temporada, o 'Físico' terminou o final de semana de Spa-Francorchamps com uma chocante pole e um pódio em sua Force Índia VJM02 

Luca Badoer saiu de cena culpando parte da imprensa por dar espaço a criticas de profissionais de mídia de fora do automobilismo e torcedores, como os da famosa faixa em Spa que dizia, 'Minha avó é mais rápida que Luca com uma Ferrari, medo de ultrapassar, vergonha', no Brasil está foi lida e traduzida em transmissão ao vivo por Galvão Bueno na TV Globo .
Aqueles que escrevem não sabem o mal que podem causar, a imprensa teve papel fundamental na decisão de me substituírem

Luca Badoer, ao La Gazetta Dello Sport

## Atualidade
Badoer retornou a função de piloto de testes da Ferrari até o final da temporada 2010 quando se aposentou em definitivo do automobilismo em geral  junto com sua retirada, a Ferrari fez uma grata homenagem em palavras oficiais; 
Luca foi um elemento fundamental em nosso sucesso, graças a um trabalho que é vital, mesmo feito longe dos holofotes

Luca Di Montezemolo, Presidente da Ferrari em homenagem de despedida para Badoer
Atualmente ele segue empenhado no desenvolvimento da carreira do seu filho, Brando Badoer, nascido em 2006, que atualmente compete na Fórmula 4 Italiana, após acumular um título e ótimas participações em campeonatos de kart Italianos e Europeus .

## Posição de chegada nas corridas de Fórmula 1
Legenda: (Corridas em negrito indicam pole position); (Corridas em itálico indicam volta mais rápida)
| Temporada | Equipe                   | Chassis      | Motor              | 1       | 2       | 3       | 4       | 5       | 6       | 7       | 8       | 9       | 10      | 11      | 12      | 13      | 14      | 15      | 16      | 17      | Classificação | Pontos |
| --------- | ------------------------ | ------------ | ------------------ | ------- | ------- | ------- | ------- | ------- | ------- | ------- | ------- | ------- | ------- | ------- | ------- | ------- | ------- | ------- | ------- | ------- | ------------- | ------ |
| 1993      | Lola BMS Scuderia Italia | Lola T93/30  | Ferrari V12        | RSA Ret | BRA 12  | EUR DNQ | SMR 7   | ESP Ret | MON DNQ | CAN 15  | FRA Ret | GBR Ret | ALE Ret | HUN Ret | BEL 13  | ITA 10  | POR 14  | JAP     | AUS     |         | 25º           | 0      |
| 1995      | Minardi Scuderia Italia  | Minardi M195 | Ford V8            | BRA Ret | ARG DNS | SMR 14  | ESP Ret | MON Ret | CAN 8   | FRA 13  | GBR 10  | ALE Ret | HUN 8   | BEL Ret | ITA Ret | POR 14  | EUR 11  | PAC 15  | JAP 9   | AUS DNS | 23º           | 0      |
| 1996      | Forti Grand Prix         | Forti FG01B  | Ford V8            | AUS DNQ | BRA 11  | ARG Ret | EUR DNQ |         |         |         |         |         |         |         |         |         |         |         |         |         | 21º           | 0      |
| 1996      | Forti Grand Prix         | Forti FG03   | Ford V8            |         |         |         |         | SMR 10  | MON Ret | ESP DNQ | CAN Ret | FRA Ret | GBR DNQ | ALE DNP | HUN     | BEL     | ITA     | POR     | JAP     |         | 21º           | 0      |
| 1999      | Fondmetal Minardi Ford   | Minardi M01  | Ford V10           | AUS Ret | BRA     | SMR 8   | MON Ret | ESP Ret | CAN 10  | FRA 10  | GBR Ret | AUT 13  | ALE 10  | HUN 14  | BEL Ret | ITA Ret | EUR Ret | MAL Ret | JAP Ret |         | 23º           | 0      |
| 2009      | Ferrari Marlboro         | Ferrari F60  | Ferrari 056 2.4 V8 | AUS     | MAL     | CHN     | BAR     | ESP     | MON     | TUR     | GBR     | GER     | HUN     | EUR 17  | BEL 14  | ITA     | SIN     | JAP     | BRA     | ABU     | 25º           | 0      |